# Медведев, Пётр Михайлович
Пётр Миха́йлович Медве́дев (15 [27] января 1837 года, Москва — 30 января [12 февраля] 1906 года, Петербург) — актёр, режиссёр, русский антрепренёр и деятель культуры. Заслуженный артист Императорских театров (1903).

## Биография
Пётр Медведев из театральной семьи: старшая сестра по отцу — Надежда Михайловна Медведева (в замужестве Гайдукова) (1832—1899) — знаменитая артистка московского Малого театра, а её мать — московская актриса из крепостных Акулина Дмитриевна Медведева.

Учился в Императорском Московском театральном училище. Через много лет в мемуарах рассказал о влиянии на него артиста Е. И. Климовского: 
Этот талантливый артист и высокочестный человек внес свежую струю в нашу жизнь… Невольно он сделался нашим учителем, Е. И. не читал нам лекций, не ораторствовал, а просто вел беседу об искусстве. Какими знаниями он обладал и как обогатил нас!.. Мы, молодежь, направляемая Климовским, шли быстро вперед…"
Актёр и создатель многих театральных драматических и оперных антреприз (Медведев — создатель первой русской оперной труппы) в различных российских городах: в Саратове (с 1862), Казани (с 1866 и в течение 20 лет), Харькове, Туле, Вышнем Волочке, Костроме, Твери, Динабурге, Астрахани, Воронеже, Курске, Камышине, Пензе, Екатеринбурге и Сибири и др., где работали П. А. Стрепетова, М. Г. Савина, В. Н. Давыдов, К. А. Варламов, М. И. Писарев, А. П. Ленский, А. И. Шуберт, оперные певцы Е. Верни, Д. Усатов и очень многие другие артисты.
В 1872—1874 годах Пётр Михайлович руководил орловским театром. Эти годы были особенные для орловской сцены. Талантливый режиссёр и актёр он обладал природным даром собирать и открывать новые таланты. Репертуар театра в эти годы был обширен: классическая драма, романтическая мелодрама, оперетта. Однаоо всё-таки антреприза Медведева терпела убытки и он покинул Орёл.
Потерпев материальные неудачи, в 1889 году вынужден был оставить антрепренёрскую деятельность.
Затем и до самого конца жизни — актёр в Александринском театре в Петербурге (в 1890—1893 гг. был главным режиссёром), где исполнял роли: Городничий — «Ревизор» Гоголя, Подколёсин («Женитьба» Гоголя), Расплюев — «Свадьба Кречинского» Сухово-Кобылина, Фамусов — «Горе от ума» Грибоедова, Юсов — «Доходное место» А. Н. Островского, Хлынов — «Горячее сердце», Шмага — «Без вины виноватые», Маломальский — «Не в свои сани не садись» А. Н. Островского, в комедиях Мольера: Оргон — («Тартюф»), Скапен — «Проделки Скапена»; Арган — («Мнимый больной»), Сганарель — («Брак поневоле»), Стёпик — «Стёпик и Манюрочка» Николай Евреинов (Манюрочка — В. В. Стрельская) и другие.
Похоронен на Никольском кладбище. В 1940 году перезахоронен в Некрополе Мастеров Искусств (См. Могила и памятник), памятник: мастерская Мозер-Штурм (?), 1908.

## Сочинения
- «Воспоминания» — («Театр и Искусство», 1904), затем опубликованы посмертно в 1929 году под редакцией и с предисловием А. Р. Кугеля (Л., «Academia», 1929. 359 с; 1 л. портр.)
- Мое счастье — 1874—1875. Театральный сезон в Астрахани. Взаимоотношения провинциальных антрепренёров и актёров. // ТИ, 1903, № 43, с. 789—790.
- 60 лет на сценических подмостках. Б-каТИ, 1904, кн. 23, 24; 1905, кн. 1-11/12, 15/15-19/20, 23/24

Писал о положении провинциальных театров, антрепренёрах и актёрах (См. ТЕАТР. ЭСТРАДА. ЦИРК № 6646)